# Dustin Hoffman
 Dustin Hoffman (Los Angeles, 8 d'agost de 1937) és un actor estatunidenc guanyador de dos premis Oscar, cinc Premi Globus d'Or, tres BAFTA i un Emmy.

## Biografia
Dustin Lee Hoffman va néixer a Los Angeles, Califòrnia (Estats Units), el 8 d'agost de 1937. Els seus pares eren l'actriu amateur Lillian Hoffman i el decorador d'escenaris i comerciant de mobles Harvey Hoffman, que van batejar el seu fill petit amb el nom de Dustin en homenatge a l'actor del cinema mut Dustin Farnum.
Després d'acabar els estudis secundaris, va començar a estudiar medicina, però ho va deixar per estudiar música al Conservatori de Los Angeles i interpretació al Pasadena Playhouse, on va fer una gran amistat amb el seu company de classe Gene Hackman. A finals dels anys 50 se'n va anar a Nova York amb en Hackman, amb la intenció de convertir-se en actor teatral, alhora que treballava de cambrer, venedor de joguines o conserge, i estudiava a l'Actors Studio de Lee Strasberg.
El 1960 protagonitza una producció off-Broadway titulada Yes is for a very young man i un any després debuta a Broadway el 1964 amb l'obra A Cook for Mr. General, a la que seguiran títols com Esperant a Godot o l'obra per a la televisió The Journey of the Fith Horse.
El primer personatge al cinema va ser a la comèdia d'Arthur Miller The Tiger Makes Out (1967), un film protagonitzat per Eli Wallach i Anne Jackson on Dustin apareixia amb un petit paper secundari. Aquell mateix any seria triat per Mike Nichols per fer de Ben Braddock a la pel·lícula El graduat (1967), un film que va convertir Hoffman en una estrella internacional i en una espècie d'icona generacional per a una joventut desorientada i disconforme amb els valors dels seus pares. La seva esplèndida interpretació seria mereixedora d'una nominació al premi Oscar, que aniria a parar a mans de Rod Steiger.
Abans d'acabar els anys 60, Dustin faria de Ratso Rizzo a Cowboy de mitjanit (1969), coprotagonitzada per Jon Voight i dirigida per John Schlesinger, que consolidaria la seva estrella i la seva tipologia d'antiheroi. Va tornar a ser nominat a l'Oscar, però el guardó seria per a John Wayne.
El 1969, Dustin es va casar amb l'actriu i ballarina Anne Byrne. La relació va ser força tensa i van acabar divorciant-se el 1980, any que l'actor es va casar amb l'advocada Lisa Gottsegen, amb qui continua casat. Té quatre fills del seu actual matrimoni i una filla de la seva primera dona.
La seva filmografia mai no ha estat prolífica, però sí molt significativa, va fer només quinze pel·lícules durant els anys 70 i 80. Els títols més importants –majoritàriament èxits destacats- d'aquest període van ser Petit gran home (1970) d'Arthur Penn, Els gossos de palla (1970) de Sam Peckinpah, Papillon (1973) de Franklin J. Schaffner, Lenny (1974) de Bob Fosse, Marathon Man (1976) de John Schlesinger, Tots els homes del president (1976) d'Alan J. Pakula, Kramer contra Kramer (1979) de Robert Benton, Tootsie (1982) de Sydney Pollack i Rain Man (1988) de Barry Levinson.
Les seves interpretacions eren igualment bones fent papers còmics o fent papers dramàtics. Amb les pel·lícules Kramer contra Kramer i Rain Man va guanyar dos Oscar. També va tindre un èxit amb l'adaptació per a televisió de La mort d'un viatjant (1985) d'Arthur Miller, que va dirigir Volker Schlondorff i va coprotagonitzar amb John Malkovich i un sonor fracàs amb la comèdia Ishtar (1987), produïda i coprotagonitzada per Warren Beatty i dirigida per Elaine May.
El seu perfeccionisme professional el va portar a continus enfrontaments amb els seus directors, fet que li va fer agafar fama de polèmic.

## Filmografia
- 1966: The Journey of the Fifth Horse (TV): Zoditch
- 1966: The Star Wagon (TV): Hanus Wicks
- 1967: The Tiger Makes Out: Hap
- 1967: El graduat: Benjamin Braddock
- 1968: Un Dollaro per 7 vigliacchi: Jason Fister
- 1969: Sunday Father:
- 1969: Cowboy de mitjanit: Enrico Salvatore 'Ratso' Rizzo
- 1969: John and Mary: John
- 1970: Petit gran home: Jack Crabb
- 1971: The Point (TV): Narrador / Pare
- 1971: Who Is Harry Kellerman and Why Is He Saying Those Terrible Things About Me?: Georgie Soloway
- 1971: Els gossos de palla: David Sumner
- 1972: Alfredo, Alfredo: Alfredo Sbisà
- 1973: Papillon: Louis Delga
- 1974: Lenny: Lenny Bruce
- 1976: Tots els homes del president: Carl Bernstein
- 1976: Marathon Man: Thomas Levy
- 1978: Bette Midler: Ol' Red Hair Is Back (TV)
- 1978: Straight Time: Max Dembo
- 1979: Agatha: Wally Stanton
- 1979: Kramer contra Kramer: Ted Kramer
- 1982: Tootsie: Michael Dorsey / Dorothy Michaels
- 1985: La mort d'un viatjant (TV): Willy Loman
- 1987: Ishtar: Chuck Clarke
- 1988: Rain Man: Raymond Babbitt
- 1989: Negocis de família: Vito McMullen
- 1990: Dick Tracy: Mumbles
- 1991: Billy Bathgate: Dutch Schultz
- 1991: Hook: Capità Hook
- 1992: Heroi per accident: Bernard 'Bernie' Laplante
- 1995: Esclat: coronel Sam Daniels
- 1996: American Buffalo: Walt 'Teach' Teacher
- 1996: Sleepers: Danny Snyder
- 1997: Mad City: Max Brackett
- 1997: La cortina de fum: Stanley Motss
- 1998: Esfera: Dr. Norman Goodman
- 1999: Joana d'Arc: La consciència
- 2001: Tuesday (veu)
- 2002: Moonlight Mile: Ben Floss
- 2003: Confidence: Winston King
- 2003: Runaway Jury: Wendell Rohr
- 2004: Descobrir el País de Mai Més: Charles Frohman
- 2004: Estranyes coincidències: Bernard
- 2004: Un seguit de desgràcies catastròfiques de Lemony Snicket: El crític
- 2004: Meet the Fockers: Bernie Focker
- 2005: Heroi de ratlles (Racing Stripes): Tucker (veu)
- 2005: La ciutat perduda: Meyer Lansky
- 2006: El perfum: Història d'un assassí: Giuseppe Baldini
- 2006: Superant la ficció: professor Jules Hilbert
- 2007: Mr. Magorium i la seva botiga màgica: Mr. Magorium
- 2008: Kung Fu Panda: Shifu (veu)
- 2008: El valent Despereaux: Roscuro (veu en anglès)
- 2008: Mai és tard per enamorar-se: Harvey Shine
- 2010: Barney's Version: Izzy
- 2010: Little Fockers: Bernie Focker
- 2011: Kung Fu Panda 2: Shifu (veu)
- 2011-2012: Luck (sèrie): Chester "Ace" Bernstein
- 2012: El quartet: Debut en direcció
- 2014: Chef
- 2016: Kung Fu Panda 3
- 2017: The Meyerowitz Stories
- 2024: Kung Fu Panda 4
- 2024: Megalopolis

## Premis i nominacions
Oscars
| Any  | Categoria    | Pel·lícula           | Resultat  |
| ---- | ------------ | -------------------- | --------- |
| 1967 | Millor actor | El graduat           | Candidat  |
| 1969 | Millor actor | Cowboy de mitjanit   | Candidat  |
| 1974 | Millor actor | Lenny                | Candidat  |
| 1979 | Millor actor | Kramer contra Kramer | Guanyador |
| 1982 | Millor actor | Tootsie              | Candidat  |
| 1988 | Millor actor | Rain Man             | Guanyador |
| 1997 | Millor actor | La cortina de fum    | Candidat  |

Berlinale
| Any  | Categoria         | Pel·lícula        | Resultat  |
| ---- | ----------------- | ----------------- | --------- |
| 1989 | Os d'Or honorífic | Os d'Or honorífic | Guanyador |

Festival de Venècia
| Any  | Categoria                | Pel·lícula               | Resultat  |
| ---- | ------------------------ | ------------------------ | --------- |
| 1996 | Lleó d'Or per la carrera | Lleó d'Or per la carrera | Guanyador |

Globus d'Or
| Any  | Categoria                            | Pel·lícula             | Resultat  |
| ---- | ------------------------------------ | ---------------------- | --------- |
| 1968 | Millor actor musical o còmic         | El graduat             | Candidat  |
| 1968 | Nova estrella de l'any masculina     | El graduat             | Guanyador |
| 1970 | Millor actor musical o còmic         | John and Mary          | Candidat  |
| 1970 | Millor actor dramàtic                | Cowboy de mitjanit     | Candidat  |
| 1975 | Millor actor dramàtic                | Lenny                  | Candidat  |
| 1977 | Millor actor dramàtic                | Marathon Man           | Candidat  |
| 1980 | Millor actor dramàtic                | Kramer contra Kramer   | Guanyador |
| 1983 | Millor actor musical o còmic         | Tootsie                | Guanyador |
| 1986 | Millor actor de miniserie o telefilm | La mort d'un viatjant  | Guanyador |
| 1989 | Millor actor dramàtic                | Rain Man               | Guanyador |
| 1992 | Millor actor musical o còmic         | Hook                   | Candidat  |
| 1997 | Premi Cecil B. DeMille               | Premi Cecil B. DeMille | Guanyador |
| 1998 | Millor actor musical o còmic         | La cortina de fum      | Candidat  |
| 2008 | Millor actor musical o còmic         | Last Chance Harvey     | Candidat  |

BAFTA
| Any  | Categoria           | Pel·lícula                       | Resultat  |
| ---- | ------------------- | -------------------------------- | --------- |
| 1969 | Millor nova promesa | El graduat                       | Guanyador |
| 1970 | Millor actor        | John and Mary Cowboy de mitjanit | Guanyador |
| 1972 | Millor actor        | Petit gran home                  | Candidat  |
| 1976 | Millor actor        | Lenny                            | Candidat  |
| 1977 | Millor actor        | Tots els homes del president     | Candidat  |
| 1977 | Millor actor        | Marathon Man                     | Candidat  |
| 1981 | Millor actor        | Kramer vs. Kramer                | Candidat  |
| 1984 | Millor actor        | Tootsie                          | Guanyador |
| 1990 | Millor actor        | Rain Man                         | Candidat  |

Primetime Emmy
| Any  | Categoria                            | Pel·lícula            | Resultat  |
| ---- | ------------------------------------ | --------------------- | --------- |
| 1986 | Millor especial dramàtic o còmic     | La mort d'un viatjant | Candidat  |
| 1986 | Millor actor en minisèrie o especial | La mort d'un viatjant | Guanyador |

César
| Any  | Categoria     | Pel·lícula    | Resultat  |
| ---- | ------------- | ------------- | --------- |
| 2009 | César d'honor | César d'honor | Guanyador |

Festival Sant Sebastià
| Any  | Categoria      | Pel·lícula     | Resultat  |
| ---- | -------------- | -------------- | --------- |
| 2012 | Premi Donostia | Premi Donostia | Guanyador |

Sindicat d'Actors de Cinema
| Any  | Categoria          | Pel·lícula                   | Resultat |
| ---- | ------------------ | ---------------------------- | -------- |
| 2004 | Millor repartiment | Descobrir el País de Mai Més | Candidat |